# Uzias
Uzias ou Azarias (hebr. עוזיהו‎) foi o 10º rei de Judá e teria começado a reinar por volta de 829 a.C até 778 a.C.
Sua triste história consta nos livros de II Crônicas, no Capítulo 26, e em II Reis, capítulo 15, sendo contemporâneo ao profeta Isaías.
Grande guerreiro, filho do rei Amazias, foi considerado um engenheiro de notável saber, uma vez que as armas projetadas por ele arremessavam grandes pedras, e, atiravam lanças. Possuiu grandes fazendas, construiu reservatórios de água, fortificou torres e edificou uma cidade chamada Elate e foi um dos reis que esteve maior tempo no poder em comparação aos outros.
O seu exército foi tão poderoso que a sua fama chegou até o Egito. Segundo as inscrições de Tiglate-Pileser III, teve um confronto no ano 738 a.C(?). entre ele e uma coalizão forte entre reinos sírios, Israel Setentrional, Judá e outros sob liderança do velho rei Uzias. Porém a resistência não era bastante forte para Tiglate-Pileser III abandonar suas tentativas de avançar também para o sul. Invade o Reino Israel Setentrional, e seu rei Menaém torna-se seu tributário.
Nos últimos anos de sua vida, foi amaldiçoado com a lepra, ao tentar subverter à lei de Moisés e queimar ele mesmo o incenso no templo, o que era reservado para os sacerdotes. Morreu isolado em um palácio, à margem do poder pois era leproso.